# 가포초등학교
가포초등학교(架浦初等學校)는 대한민국 경상남도 창원시에 있는 공립 초등학교이다.

## 연혁
- 1948. 05. 03 가포동사무소에서 개교
- 1952. 03. 02 마산가포국민학교 설립인가(3학급 6년제)
- 1952. 03. 02 정규교실 및 업무실 준공 (목조)
- 1952. 03. 26 제1회 졸업
- 1960. 04. 01 4학급 편성
- 1964. 03. 01 6학급 편성
- 1974. 07. 07 교가제정 (이광년 작사, 하태웅 작곡)
- 1981. 10. 06 교내 소공원 (독서상, 동물상) 조성
- 1982. 01. 30 자연보호 시 우수학교 지정
- 1983. 02. 08 국민정신교육 도 우수학교 선정
- 1987. 02. 16 시 선정 우수학교 표창
- 1987. 11. 01 마산 가포국민학교 총동창회 결성(1차) 90년 폐지
- 1988. 09. 02 미취원아 가정통신교육 시 시범유치원 운영
- 1992. 12. 31 산수과 도 우수학교 선정
- 1993. 11. 19 본관개축 (7개교실)
- 1997. 09. 30 열린교육 시 시범학교 (도협력) 발표
- 1998. 10. 20 경상남도 현장체험 도 시범학교 발표
- 2002. 08. 17 학교 2층 증축 공사
- 2005. 05. 06 통학버스 운행시작
- 2005. 07. 15 사택 신축
- 2007. 10. 26 가포가족 한마당 잔치
- 2008. 01. 17 컴퓨터교체 (23대)
- 2010. 03. 01 6학급 편성 (특수학급 신설)
- 2013. 03. 01 이호수 교장선생님 취임
- 2015. 02. 13 제64회 졸업장 수여식(총 졸업생 1,748명)